# P4 Östergötland
P4 Östergötland, Sveriges Radios lokala radiostation i Östergötlands län, är en av 24 fristående lokalradiostationer i Sverige, som i dag är en integrerad del i Sveriges Radios organisation. Täckningsområdet är Östergötlands län med Norrköping som huvudort för sändningarna, där också huvudredaktionen ligger. Det finns dessutom en lokalredaktion i Linköping.

## Historik

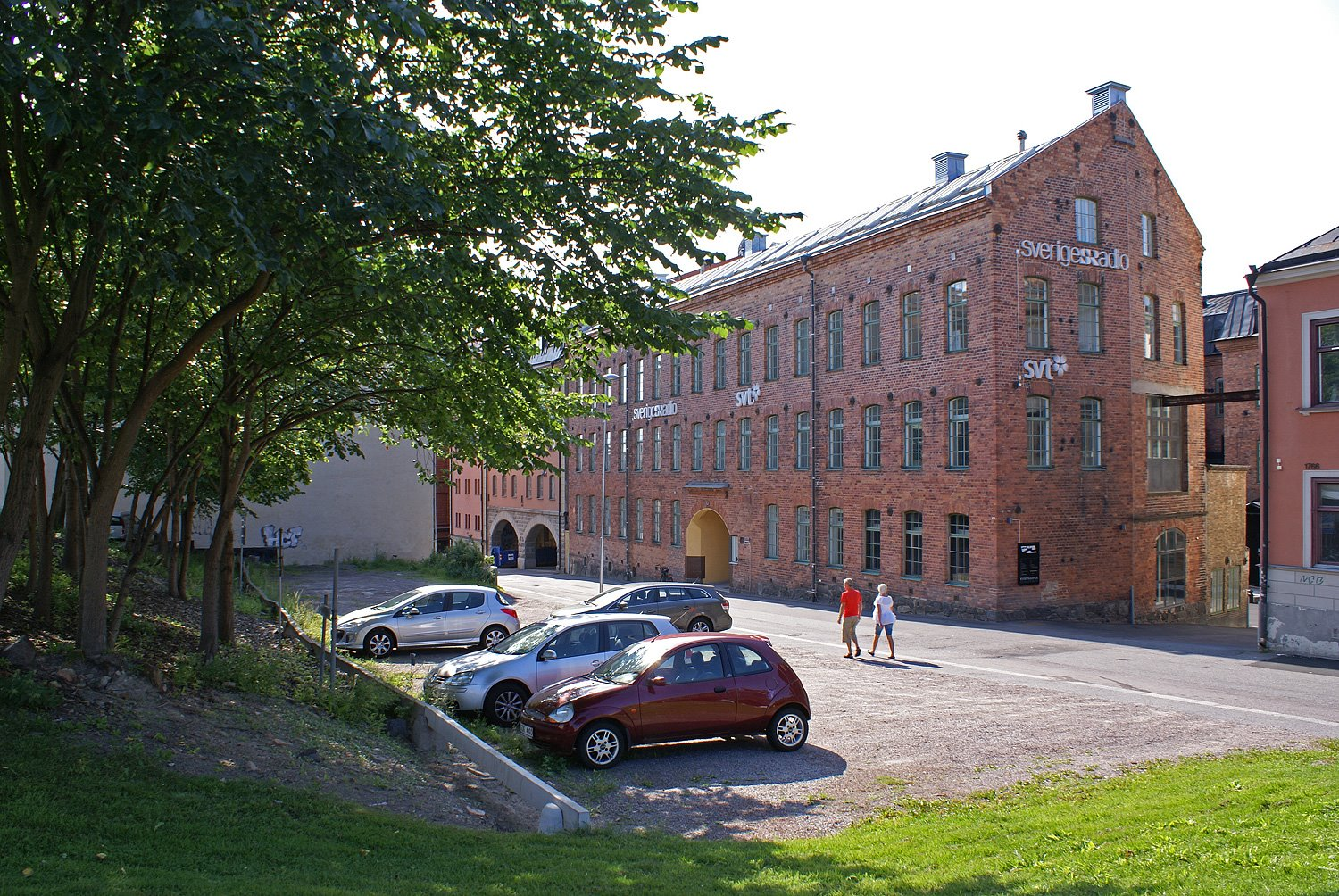
Sveriges Radios lokaler på Västgötegatan i Norrköping.

- 1977: Radio Östergötland, så hette lokalradiostationen från början, startade sina första radiosändningar den 9 maj i P3.
- 1989: Lokalradion, en del av Radio Östergötland, fick en egen radiokanal som fick namnet P4.
- 1993: Sveriges Lokalradio (LRAB) blev en del av Sveriges Radio och den lokala P4-stationen fick namnet Sveriges Radio Östergötland.
- 2010: Sveriges Radio Östergötland flyttade från Gamla Rådstugugatan 37 till Västgötegatan 13 A.

## Sändningar
P4 Östergötland sänder sina lokala program på vardagar klockan 5.57–19.00 i P4. På helgerna sänds sex lokala nyhetssändningar mellan 8.30 och 13.30.
Program:
- Morgon i P4 Östergötland, 06.08-09.30 (Programledare: Anna-Karin Lodin, Mathias Lindholm)
- Förmiddag i P4 Östergötland, 09.33-13.00 (Programledare: Jessica Gredin, Titti Elm)
- Eftermiddag i P4 Östergötland, måndag-torsdag 15.04-17.40 (Programledare: Stefan Lindeberg, Philip Sundén)
- Övriga tider sänds riksprogram

## Riksprogram
På Sveriges Radio i Östergötland produceras ett antal riksprogram:
- Digilistan i P3

Tidigare program:
- Efter tolv i P4
- Kajs spellista i P4
- Kalas i P4
- Karlavagnen i P4
- Moder Svea i P4
- Musikguiden i P3
- Nybryggt i P3 och P4
- Pop Non Stop i P3
- PopSmart i P4
- Riksettan i P1
- Tracks i P3

## Årets östgöte
Kanalen utnämner varje år en "årets östgöte":
- 1997 - Pernilla Wiberg, Norrköping[1]
- 1998 - Björn Eriksson, Linköping
- 1999 - Tage Danielsson, Linköping - Årets och Århundradets östgöte
- 2000 - ingen utsedd
- 2001 - Frida Wallberg, Åtvidaberg
- 2002 - Håkan Thornell, Norrköping
- 2003 - Berit Malmkvist, Norrköping
- 2004 - Jonas Jacobsson, Krokek
- 2005 - Karina Hansen, Norrköping
- 2006 - Erik Qvarnström, Linköping
- 2007 - Marcus Birro, Norrköping
- 2008 - Jonas Jacobsson, Krokek
- 2009 - Peter Johansson, S:t Anna
- 2010 - Göran Bergort, Norrköping
- 2011 - Ingela Svensson, Mjölby
- 2012 - Louise Hoffsten, Linköping/Stockholm
- 2013 - Elias Arvidsson, Rejmyre[2]
- 2014 - Lena Fogelqwist, Söderköping[3]
- 2015 - ingen utsedd
- 2016 - Niclas Jansson, Linköping[4]
- 2017 - Rickard Söderström, Linköping, grundare av Rosa Dansen[1]
- 2018 - Peter Trygg[5]
- 2019 - Diyari Mahmoud[6]
- 2020 - Melinda Jacobs[7]
- 2021 - Johan Wester[8]
- 2022 - Take Aanstoot, Linköping, grundare av Blågula Bilen[9]
- 2023 - Marju Maide, Mantorp, grundare av Team Solros[10]

## Medarbetare
På Sveriges Radio Östergötland arbetar bland andra:
- Stefan Lindeberg
- Jessica Gredin
- Cia Sivertsdotter
- Marie-Louise Kristensson
- Christina Turesson
- Tahir Yousef
- Johan Gustafsson
- Petter Ahnoff
- Philip Sundén
- Oliver Beckman
- Emma Ödman
- Daniella Nygren
- Andreas Tosting
- Jimmy Calmerberg
- Jonathan Engberg
- Jonas Börjesson
- Lisa Martinez Karlsson

## Frekvenser
| Ort          | Frekvens (MHz) |
| ------------ | -------------- |
| Kisa         | 103,6          |
| Linköping    | 99,8           |
| Motala       | 101,2          |
| Norrköping   | 94,8           |
| Valdemarsvik | 103,9          |